# Pietro Pensa
Pietro Pensa, né le 17 juin 1906 à Esino Lario et mort en 1996 à Bellano, est un ingénieur en génie civil, un entrepreneur, un alpiniste ainsi qu'un historien local. Il a également été maire d'Esino Lario de 1956 à 1975. 

## Hommages
- La place de la mairie d'Esino Lario s'appelle "Pietro Pensa".
- Une école maternelle de la ville s'appelle également "Pietro Pensa".

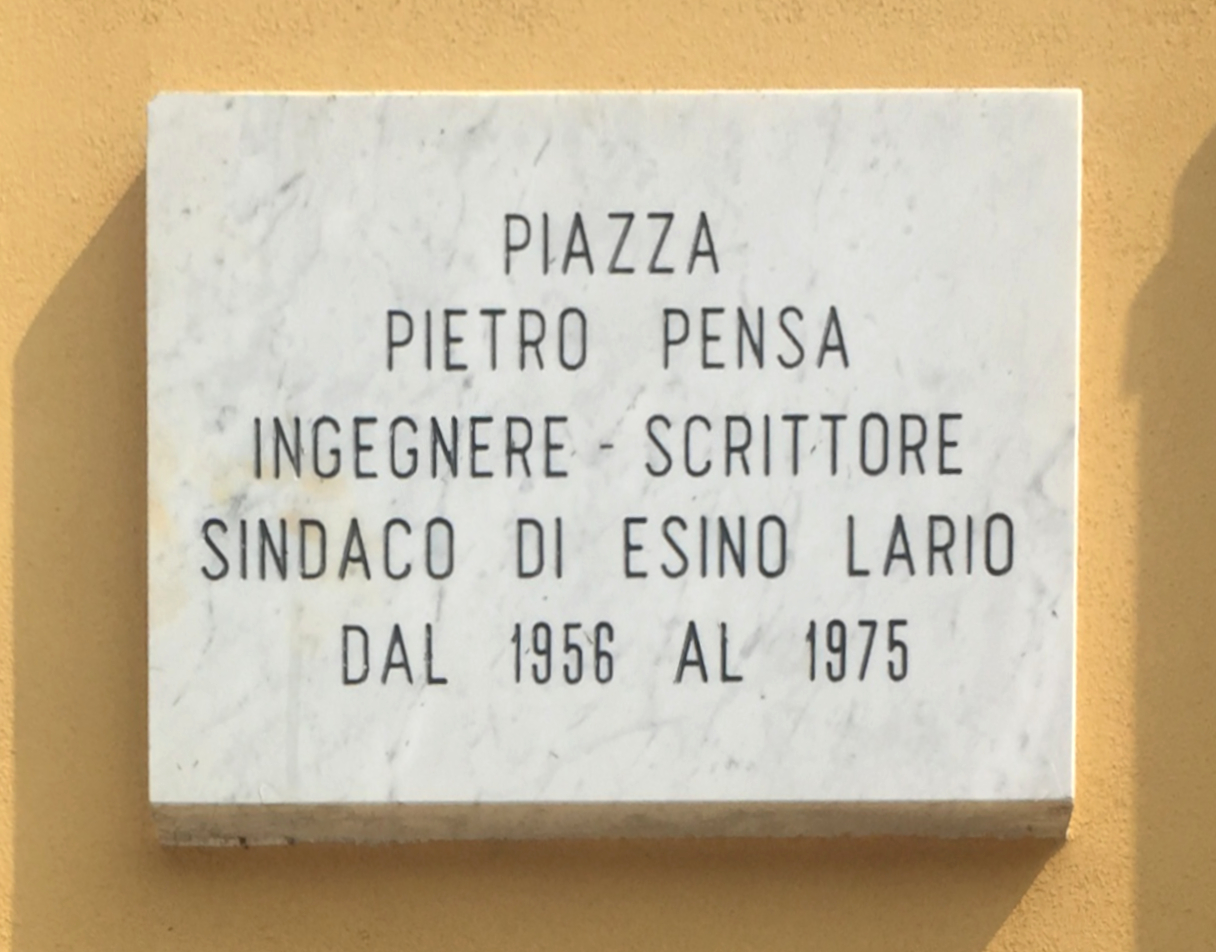
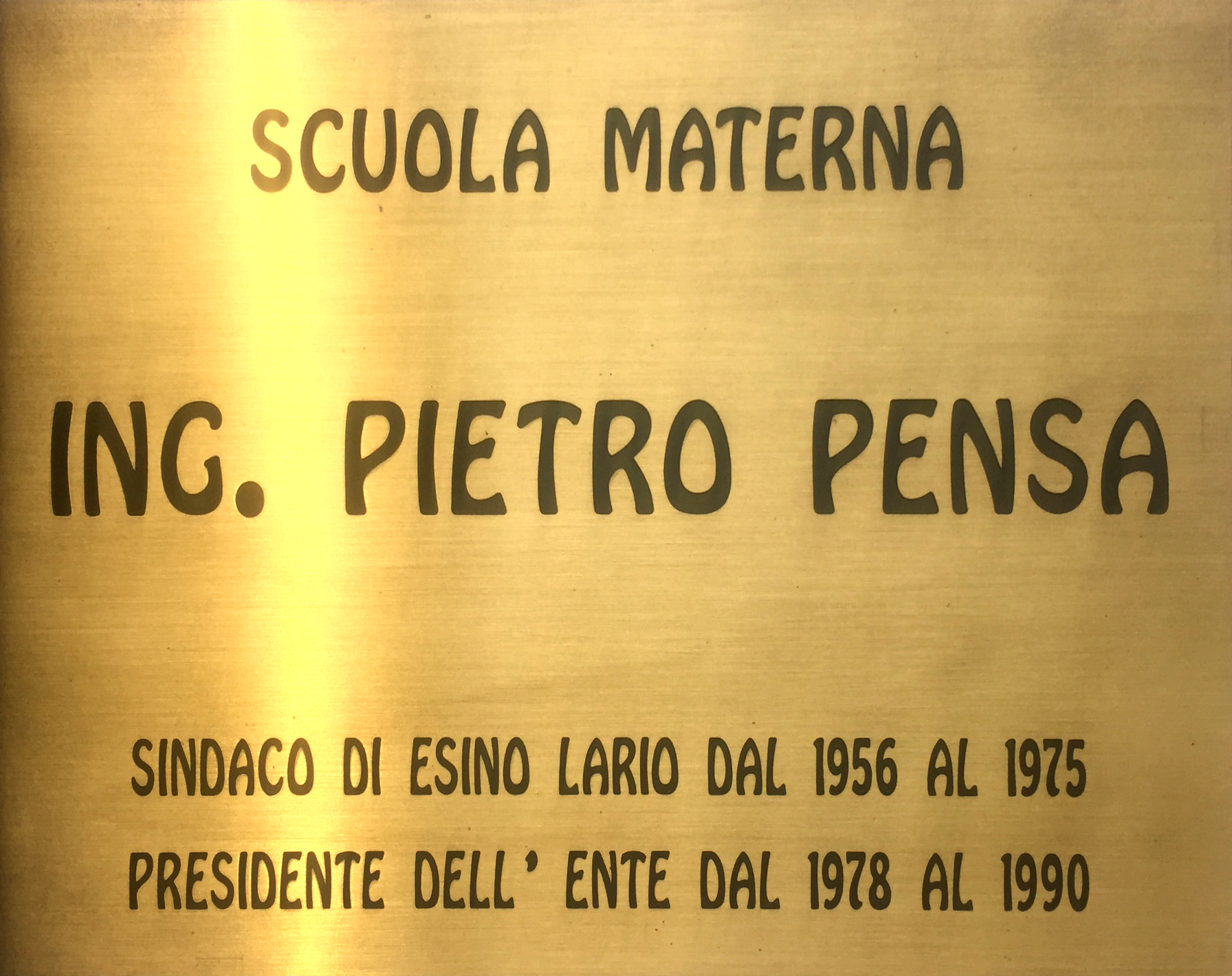